# Hussein Shabani
Hussein Shabani là một cầu thủ bóng đá người Burundi, thi đấu ở vị trí tiền vệ cho Flambeau de l'Est ở Burundi Football League.

## Sự nghiệp quốc tế
Hussein Shabani được triệu tập bởi Lofty Naseem, huấn luyện viên đội tuyển quốc gia, để đại diện Burundi ở Giải vô địch bóng đá châu Phi 2014 tổ chức ở Nam Phi.

### Bàn thắng quốc tế
Bàn thắng và kết quả của Burundi được để trước.
| #  | Ngày               | Địa điểm                                    | Đối thủ  | Bàn thắng | Kết quả | Giải đấu |
| -- | ------------------ | ------------------------------------------- | -------- | --------- | ------- | -------- |
| 1. | 2 tháng 9 năm 2018 | Sân vận động Awassa Kenema, Awasa, Ethiopia | Ethiopia | 1–0       | 1–1     | Giao hữu |